# زيانوراي
بلدية زيانوراي (بالإسبانية: Zeanuri)‏ هي بلدية تقع في مقاطعة بيسكاي, التي تقع في منطقة الباسك شمالي إسبانيا.

## وصلات خارجية
- (بالإسبانية)